# Ente Público de Servicios Tributarios del Principado de Asturias
El Ente Público de Servicios Tributarios del Principado de Asturias es la organización responsable en nombre de la administración autonómica del Principado de Asturias de la aplicación efectiva del sistema tributario de esta comunidad autónoma española, y de los recursos de las administraciones y entidades que se le asignen por ley o convenio.
El artículo 10 de la Ley del Principado de Asturias 15/2002, de 27 de diciembre, de Acompañamiento a la Ley de Presupuestos Generales para 2003, creó el Ente Público de Servicios Tributarios del Principado de Asturias como organización administrativa
Sus competencias son la gestión, liquidación, inspección, recaudación y revisión de:
1. los tributos propios y demás ingresos de derecho público del Principado de Asturias cuya competencia tenga atribuida alguna Consejería de este en materia tributaria,
2. los tributos cedidos por la Administración central española, en concordancia con la ley que fije el alcance y condiciones de la cesión,
3. los tributos locales cuya competencia le haya sido delegada por los ayuntamientos de los concejos de Asturias

Puede además asumir cualesquiera otras competencias que se le asignen.